# R. Orin Cornett
R. Orin Cornett, né le 13 novembre 1913 à Driftwood (en) (Oklahoma) et mort le 7 décembre 2002 à Laurel (Maryland), est un physicien américain, professeur d'université et administrateur.
Il est l'inventeur d'un système d'alphabétisation pour les sourds, connu sous le nom de Cued Speech.

## Biographie
Richard Orin Cornett est né à Driftwood (en), Oklahoma, une ville près de la frontière du Kansas située dans le comté d'Alfalfa, le 14 novembre 1913. Il a obtenu un Bachelor of Science en mathématiques de l'Oklahoma Baptist University en 1934, suivi d'un Master of Science à l'Université de l'Oklahoma en 1937. En 1940, Cornett a obtenu un doctorat. en physique et en mathématiques appliquées à l'Université du Texas à Austin, avec sa thèse intitulée Acoustic Spectra of Edge Tones. De 1935 à 1945, le Dr Cornett a enseigné la physique, les mathématiques et l'électronique aux universités de l'Oklahoma Baptist, de Penn State et d'Harvard.
En 1959, Cornett est devenu le directeur de la Division de l'enseignement supérieur au US Office of Education. Alors qu'il occupait ce poste, après avoir examiné le financement du Gallaudet College (aujourd'hui l'Université Gallaudet), il a été consterné de découvrir que la plupart des personnes sourdes avaient des compétences en lecture inférieures au niveau scolaire moyen. En 1965, Cornett accepte un poste de vice-président de la planification à long terme chez Gallaudet. Il y a conçu un système phonémique symbolisant la langue anglaise visuellement, plutôt qu'acoustiquement, afin d'aider à l'alphabétisation des personnes sourdes. Il a appelé ce système roman Cued Speech .
L'invention de Cued Speech en 1966 a ouvert un nouvel espace pour l'éducation des sourds. Son système Cued Speech est basé sur l'hypothèse que si tous les sons de la langue parlée peuvent être clairement rendus différents les uns des autres tout en provenant des lèvres du locuteur, les malentendants apprendraient une langue à peu près de la même manière qu'une personne entendante. en tant qu'entendant, mais par l'utilisation de leur vision plutôt que par l'acoustique,. À propos du système, Cornett a déclaré : « Quelques mois d'étude m'ont convaincu que la cause sous-jacente de leur problème de lecture (pour les personnes sourdes) était le manque de moyens raisonnables d'apprendre la langue parlée, sans laquelle ils ne pourraient pas utiliser la parole pour communiquer, devenir bons lecteurs de livres, ou apprendre à lire (par opposition à l'apprentissage  de chaque mot écrit). Donc, j'ai conclut qu'il fallait un moyen pratique de représenter la langue parlée avec précision, visuellement, en temps réel. C'était le problème que je me proposais de résoudre, le besoin perçu qui m'a orienté ».
De 1975 à 1984, il est devenu professeur de recherche et directeur des programmes Cued Speech. De 1981 à 1983, il a également été président du Gallaudet's Center for Studies in Language and Communication. Pendant son mandat de Cornett, il a adapté son système Cued Speech à 52 langues et dialectes principaux, tout en écrivant et en publiant des leçons sur cassettes audio dans 34 de ces langues et dialectes. À sa retraite en 1984, l'Université Gallaudet lui a décerné le statut de professeur émérite. Il a continué à travailler avec la communauté internationale Cued Speech depuis sa maison du Maryland après sa retraite.
Au cours de sa carrière, Cornett a écrit et publié des centaines d'articles ainsi que plusieurs livres sur les mathématiques, la physique, l'enseignement supérieur, l'éducation des sourds, Cued Speech et d'autres sujets. Il a également été rédacteur en chef de plusieurs publications, dont le guide parental Cued Speech Resource Book for Parents of Deaf Children  (ISBN 978-0963316417).
Cornett est décédé le 17 décembre 2002 à Laurel, Maryland, à l'âge de 89 ans. Son épouse de 59 ans, Lorene, est décédée le 21 janvier de la même année.

## Reconnaissance
Parmi les récompenses décernées à Cornett, trois doctorats honorifiques : le Award for Outstanding Alumni Achievement from Oklahoma Baptist University 1963, le Nitchie Award in Human Communications from the New York League for the Hard of Hearing 1988 et le Distinguished Service Award of the National Council on Communication Disorders de 1992.